# Російські народні казки
Російські наро́дні ка́зки — популярний фольклорний жанр (фольклор — «народна мудрість»), результат народної творчості російського народу. 
Казки мають повчальний характер, і в них завжди є певна мораль, також гумористичні і сатиричні твори, які не мають педагогічного характеру. Здебільшого прославляють мудрих, хоробрих та кмітливих і засуджують зрадливих, ледачих і підступних.
На думку окремих російських дослідників більшість російських народних казок можуть бути зведені до одного або декількох прислів'їв.

## Реєстр казок
| - Василиса Прекрасна - По щучому велінню - Казка про Бову Королевича - Як пан вівцю купив - Чарівний кінь - Чарівна каблучка - Чабанова дудочка - Царівна-жаба - Цап - Хлопчик Мізинчик - Упир - Три царства – мідне, срібне і золоте - Срібне блюдечко і наливне яблучко - Дівчина-Снігуронька - Скарб - Сіль - Сестричка Оленка і братик Іванко - Пір’їнка Фініста – ясного сокола - Піди туди – не знаю куди, принеси те – не знаю що | - Півник – золотий гребінець - Мудра дружина - Мар’я Морівна - Лихо однооке - Лисичка-сестричка і вовк - Лисиця, заєць і півник - Летючий корабель - Кришталева гора - Крихітка-Хіврунька - Кіт і лисиця - Іван – селянський син і чудо-юдо - Зимівля звірів - Диво дивне, чудо небачене - Два Морози - Гуси-лебеді - Горщик - Горе - Відьма і Сонцева сестра | - Відьма - Вирлоокий - Безногий і безрукий богатирі - Балакуха - Біла качечка - Іван-богатир і Білий Полянин - Казка про Івана-царевича, жар-птицю і сірого вовка - Казка про срібне блюдечко і наливне яблучко - Пастуша дудочка - Скам’яніле царство - Снігуронька - Чому свиня – бруднуля - Як три невістки сперечались - Маша і ведмідь - Наймит - Морозко - Сивка-Бурка - По коліна ноги в золоті, по лікоть руки у сріблі |